# Let Love Lead the Way
«Let Love Lead The Way» — сингл Spice Girls с третьего студийного альбома Forever. Сингл был спродюсирован Харви Мейсоном и занял 1-е место в UK Singles Chart.

## Формат и список композиций
- UK CD 1[1] / AUS-CD 1[2]

1. «Holler» (radio edit) — 3:55
2. «Let Love Lead the Way» (radio edit) — 4:15
3. «Holler» (MAW Remix) — 8:30

- UK CD 2

1. «Let Love Lead the Way» (radio edit) — 4:15
2. «Holler» (radio edit) — 3:55
3. «Holler» (MAW Tribal Vocal) — 7:10
4. «Let Love Lead the Way» (video)
5. «Let Love Lead the Way» (Behind the Scenes)

## Видеоклип
Видеоклип на песню «Let Love Lead the Way» идентичен по концепции предыдущему клипу «Holler» — в нём девушки изображают четыре элемента.
Эмма Бантон, одетая в зелёное платье, лежит на земле в лесу, тем самым она олицетворяет стихию Земли — Мать-Природу.
Мелани Си «изображает» воду, она одета в синюю одежду, её глаза накрашены синими тенями и в её комнате со всех сторон льётся вода.
Мелани Браун олицетворяет воздух или ветер. Она одета во всё белое и в её белой комнате с брезентовыми стенами летают белые перья, однако там же находится и зелёная трава.
Виктория Бекхэм играет роль огня. Она одета в тёмно-красное кожаное платье и находится в бесплодной пустыне, в которой время от времени вспыхивает огонь.
Несмотря на то, что каждая из солисток группы пребывает в своей стихии, во время припева все четверо перемещаются к «воде» Мелани Си, к «Земле» Эмме, к «огню» Виктории или к «воздуху» Мел Би.
Основные партии в данной композиции исполнили Мелани Си и Эмма Бантон. Премьера видеоклипа состоялась в октябре 2000 года.

## Хит-парады
| Чарт (2000)                        | Высшая позиция |
| ---------------------------------- | -------------- |
| Australian ARIA Singles Chart      | 2              |
| Austrian Singles Chart             | 24             |
| Belgian Singles Chart              | 35             |
| Canadian Singles Chart             | 2              |
| Dutch Singles Chart                | 15             |
| German Singles Chart               | 17             |
| Finnish Singles Chart              | 6              |
| French Singles Chart               | 44             |
| Irish Singles Chart                | 3              |
| Italian FIMI Singles Chart         | 3              |
| New Zealand RIANZ Singles Chart    | 2              |
| Norwegian Singles Chart            | 4              |
| Spanish Singles Chart              | 5              |
| Swedish Singles Chart              | 8              |
| Swiss Singles Chart                | 15             |
| Turkish Singles Chart              | 49             |
| UK Singles Chart                   | 1              |
| U.S. Billboard Hot Dance Club Play | 31             |

## Сертификация
| Страна         | Сертификация |
| -------------- | ------------ |
| Австралия      | Платина      |
| Новая Зеландия | Золото       |
| Великобритания | Серебро      |